# Barbara York Main
Barbara Anne York Main (Kellerberrin, 27 gennaio 1929 – 14 maggio 2019) è stata un'aracnologa australiana.
Professoressa a contratto presso l'Università dell'Australia Occidentale. Autrice di quattro libri e oltre 90 articoli di ricerca, la Main è nota per il suo prolifico lavoro nell'ampliamento della tassonomia per gli aracnidi, descrivendo personalmente 34 specie e 7 nuovi generi.
La BBC e la ABC hanno prodotto un film sul suo lavoro, Lady of the Spiders, nel 1981.
Avendo interessi di ricerca che includono la storia naturale e la tassonomia dei ragni migalomorfi, la Main è nota ad un ampio pubblico per aver studiato il più vecchio ragno conosciuto, un esemplare di Gaius villosus, appartenente alla famiglia Idiopidae, che ha chiamato "Numero 16", dalla sua nascita nel 1974 alla sua morte nel 2016.
La Main è anche nota per i suoi scritti sull'ambiente. Due dei suoi libri, Between Wodjil and Tor (1967) e Twice Trodden Ground (1971), sono stati descritti come "studi classici" del costo pagato dall'ambiente per lo sviluppo della cintura di grano nell'Australia occidentale. Main è rimasta attiva nella comunità scientifica fino a quando non è andata in pensione nel 2017 all'età di 88 anni.

## Biografia

### Primi anni
La Main è nata in ospedale a Kellerberrin, Australia Occidentale, quarta figlia di Gladys York (nata Tobias) e Gerald Henry "Harry" York. I bambini, quattro maschi e una femmina, sono cresciuti in una fattoria nella vicina Contea di Tammin, in due stanze in una casa di mattoni di fango. I genitori di Main si erano sposati nel 1921. Sua madre era nata a Coolgardie e aveva lavorato come insegnante in una scuola a Yorkrakine, e suo padre era un contadino emigrato nel 1909 dallo Yorkshire, in Inghilterra.
I primi anni di vita della Main trascorsero in quello che gli australiani chiamano "paese di Wodjil", area della regione della cintura di grano dell'Australia occidentale nota per la sua sabbia acida, circondata da Acacia victoriae, piante delle Casuarinaceae e alberi della gomma australiani. Ha detto alla ABC Radio National: "Sentivo un'immediata affinità con le piccole cose, non con i canguri o con le aquile dalla coda a cuneo: non avevo quel rapporto uno a uno con un canguro come con i bruchi! E nutrirli in scatole e guardarli trasformarsi in farfalle". Ha scritto della zona e della sua distruzione nel suo secondo libro, Between Wodjil and Tor (1967).

### Titoli di studio
La Main e i suoi fratelli hanno frequentato una scuola nella foresta, che Barbara ha lasciato dopo due anni per studiare a casa attraverso corsi per corrispondenza organizzati dal Western Australian Education Department. In seguito ha seguito la Northam High School con una borsa di studio, con l'aiuto una donna che si prendeva cura di altri studenti, poi dal 1947 l'Università dell'Australia Occidentale (UWA) per studiare scienze, con una specializzazione in zoologia. Nel 1952 Main divenne la prima donna a studiare alla UWA per un dottorato in zoologia; ha conseguito il PhD nel 1956 per una tesi dal titolo: Uno studio comparativo dell'evoluzione degli Araneae come illustrato dalla biologia degli Aganippini (Mygalomorphae: Ctenizidae).

### Vita privata
Nel 1952 sposò lo zoologo australiano Bert Main; si sono incontrati all'UWA, hanno conseguito il dottorato di ricerca nello stesso anno e sono rimasti sposati fino alla morte di lui nel 2009. La coppia ha avuto tre figli, Rebecca, Gilbert e Monica. La Main era incinta del suo primo figlio quando le è stato conferito il dottorato. È rimasta a casa per prendersi cura dei bambini, mentre lavorava anche a vari progetti di ricerca, che includevano la scrittura dei suoi primi due libri, Spiders of Australia (1962) e Between Wodjil and Tor (1967).

## Carriera
Prima di iniziare il suo dottorato, la Main ha lavorato come assegnista di ricerca presso l'Università di Otago a Dunedin, in Nuova Zelanda. Dopo aver conseguito il dottorato di ricerca nel 1956, nel 1958 la International Federation of University Women le assegnò una Alice Hamilton Fellowship per trascorrere sei mesi a studiare collezioni di ragni a Londra al British Museum, al Museo di storia naturale di Londra e al Museo di Storia Naturale dell'Università di Oxford. Si è impegnata in lavori sul campo in California, Arizona e Texas, e inoltre nel 1958, ha visitato collezioni di ragni al Museo Americano di Storia Naturale, allo Smithsonian Institute e al Museo di Zoologia Comparata, mentre suo marito era negli Stati Uniti per merito di un Carnegie Travelling Fellowship.
Il marito Bert Main divenne professore di zoologia all'UWA e nel 1960 si stabilirono a Claremont. Main è diventato un docente onorario di zoologia alla UWA nel 1979, e in seguito un ricercatore onorario senior. Nel 1981 la BBC e la ABC hanno prodotto un documentario su di lei, Lady of the Spiders, narrato da David Attenborough e filmato da Jim Frazier e Densey Clyne, che discuteva dei 1.200 ragni migalomorfi che Main aveva individuato e monitorato nei 12 anni precedenti.

## Riconoscimenti

### Onorificenze
La Main ha ricevuto la Medal of the Order of Australia nel gennaio 2011 per "servizio alla scienza e alla conservazione ambientale come ricercatore ed educatore nel campo dell'aracnologia e alla comunità dell'Australia occidentale". Il premio è stato annunciato nell'Australia Day Honors List del 2011. È stata anche membro onorario della International Society of Arachnology. Nel 2018 la Main ha ricevuto la medaglia della Royal Society of Western Australia, la prima donna a vincerla da quando il premio è stato istituito nel 1924.

### Taxa descritti
Di seguito, alcuni taxa descritti da Barbara York Main:
1. Kwonkan Main, 1983, genere di ragni della famiglia Anamidae
2. Swolnpes Main & Framenau, 2009, genere di ragni della famiglia Anamidae
3. Teyl Main, 1975, genere di ragni della famiglia Anamidae
4. Teyloides Main, 1985, genere di ragni della famiglia Anamidae
5. Troglodiplura Main, 1969, genere di ragni della famiglia Anamidae
6. Chenistonia bonarup Main, 2012, ragno appartenente alla famiglia Anamidae
7. Missulena torbayensis Main, 1996, ragno appartenente alla famiglia Actinopodidae
8. Proshermacha cuspidata (Main, 1954), ragno appartenente alla famiglia Anamidae
9. Synothele parifusca (Main, 1954), ragno appartenente alla famiglia Barychelidae

### Taxa denominati in suo onore
SPECIE
Ragni
- Mainosa mainae (McKay, 1979)
- Tasmanoonops mainae (Forster & Platnick, 1985)
- Zephyrarchaea mainae (Platnick, 1991)
- Tamopsis mainae (Baehr & Baehr, 1993)
- Nicodamus mainae (Harvey, 1995)
- Pediana mainae (Hirst, 1995)
- Storena mainae (Jocqué & Baehr, 1995)
- Megaloastia mainae (Zabka, 1995)
- Hersilia mainae (Baehr & Baehr, 1995)
- Aname mainae (Raven, 2000)
- Boolathana mainae (Platnick, 2002)
- Misgolas yorkmainae (Wishart & Rowell, 2008)
- Atrax yorkmainorum (Gray, 2010)
- Missulena mainae (Miglio, Harms, Framenau & Harvey, 2014)

Altri aracnidi
- Apozomus mainae (Harvey, 1992) (Schizomidae)
- Barbaraella mainae (Harvey, 1995) (pseudoscorpione)
- Hypoaspis barbarae (Strong, 1995) (acaro)
- Hesperopilio mainae (Shear, 1996) (opilionide)
- Miobunus mainae (Hunt, 1995) (opilionide)

Insetti
- Adelotopus mainae (Baehr, 1997) (scarabeo)
- Ceratobaeus mainae (Austin, 1995) (vespa)

Millepiedi
- Atelomastix mainae (Edward & Harvey, 2010)

GENERA
- Bymainiella (Raven, 1978) (ragno)
- Barbaraella (Harvey, 1995) (pseudoscorpione)
- Mainosa (Framenau, 2006) (ragno)

## Opere e pubblicazioni
Di seguito l'elenco delle principali pubblicazioni aracnologiche:
- Main, B. Y. (1952). "Notes on the genus Idiosoma, a supposedly rare Western Australian trapdoor spider". Western Australian Naturalist 3: 130–137.
- Main, B. Y. (1954). Spiders and Opiliones. Part 6 of The Archipelago of the Recherche. Australian Geographical Society Reports 1: 37-53.
- Main, B. Y. (1956). Observations on the burrow and natural history of the trapdoor spider Missulena (Ctenizidae). Western Australian Naturalist 5: 73-80.
- Main, B. Y. (1956). Taxonomy and biology of the genus Isometroides Keyserling (Scorpionida). Australian Journal of Zoology 4: 158-164.
- Main, B. Y. and Main, A. R (1956). Spider predator on a vertebrate. Western Australian Naturalist 5: 139.
- Main, B. Y. (1957). Occurrence of the trapdoor spider Conothele malayana (Doleschall) in Australia (Mygalomorphae: Ctenizidae). Western Australian Naturalist 5: 209-216.
- Main, B. Y. (1957). Adaptive radiation of trapdoor spiders. Australian Museum Magazine 12: 160-3.
- Main, B. Y. (1957). Biology of Aganippine trapdoor spiders (Mygalomorphae: Ctenizidae). Australian Journal of Zoology 5: 402-473.
- Butler, W. H. and Main, B. Y. (1959). Predation on vertebrates by mygalomorph spiders. Western Australian Naturalist 7: 52.
- Main, Barbara York (1960). "The genus Cethegus thorell (Mygalomorphae: Macrothelinae)". Journal of the Royal Society of Western Australia, 43: 30–34.
- Harvey, Mark S.; Main, Barbara York; Rix, Michael G.; and Cooper, Steven J. B. (2015). "Refugia within refugia: in situ speciation and conservation of threatened Bertmainius (Araneae: Migidae), a new genus of relictual trapdoor spiders endemic to the mesic zone of south-western Australia". Invertebrate systematics, 29(6), 511–553.
- Mason, Leanda Denise; Wardell-Johnson, Grant; and Main, Barbara York (2016). "Quality not quantity: conserving species of low mobility and dispersal capacity in south-western Australian urban remnants". Pacific Conservation Biology, 22(1), 37-47.
- Mason, Leanda Denise; Wardell-Johnson, Grant; and Main, Barbara York. (2018). "The longest-lived spider: mygalomorphs dig deep, and persevere". Pacific Conservation Biology, 24(2), 203–206.
- Harvey, Mark S.; Hillyer, Mia J.; Main, Barbara York, et al. (2018). "Phylogenetic relationships of the Australasian open-holed trapdoor spiders (Araneae: Mygalomorphae: Nemesiidae: Anaminae): multi-locus molecular analyses resolve the generic classification of a highly diverse fauna]. Zoological Journal of the Linnean Society. zlx111. DOI: 10.1093/zoolinnean/zlx111